# Karrion Kross
Kevin Kesar (Nueva York, Estados Unidos; 19 de julio de 1985) es un luchador profesional estadounidense conocido por su paso en la empresa de lucha libre profesional WWE bajo el nombre de Karrion Kross.
Entre sus logros destacan el haber sido 2 veces Campeón de NXT. Kross es también conocido bajo los nombres de Kevin Kross y Killer Kross, habiendo trabajado para Impact Wrestling, Lucha Libre AAA Worldwide (AAA), Major League Wrestling (MLW) y múltiples promociones en el circuito independiente. En AAA, fue miembro de los establos MAD y La Facción Ingobernable. También ha aparecido en la cuarta temporada del proyecto estadounidense de AAA Lucha Underground como The White Rabbit, el líder del stable The Rabbit Tribe de Paul London.

## Carrera en lucha libre profesional

### Global Force Wrestling (2015)
El 24 de julio de 2015, Kross hizo su debut en Global Force Wrestling en la grabación de GFW Amped, en una derrota contra Bobby Roode en los cuartos de final del torneo por el Campeonato Global de GFW. El 21 de agosto, Kross se enfrentó a Joey Ryan, siendo derrotado, durante la grabación de GFW Amped. El 23 de octubre, Kross se enfrentó a Brian Myers y Kongo Kong en un combate para decidir al contendiente número uno por el Campeonato Global de GFW, que fue ganado por Kong.

### Lucha Underground (2015-2018)
Entre 2015 y 2016, Kross trabajó en múltiples dark matches para Lucha Underground. El 13 de diciembre de 2015, Kross hizo su debut para la promoción, derrotando a Vinny Massaro en un dark match.
El 11 de julio de 2018, Kross regresó con un nuevo gimmick llamado The White Rabbit, que le dio su cetro de madera a Paul London y le ordenó asesinar a Mascarita Sagrada a sangre fría por llevar a The Rabbit Tribe a su guarida secreta.

### Lucha Libre AAA Worldwide (2017-2020)
El 19 de marzo de 2017, Kross hizo su debut en AAA en Rey de Reyes, ayudando a Johnny Mundo a ganar el Megacampeonato de AAA, el Campeonato Latinoamericano de AAA y el Campeonato Mundial de Peso Crucero de AAA. Hizo su debut en el ring el 12 de abril, haciendo equipo con Johnny Mundo y Taya Valkyrie para derrotar a Argenis, Ayako Hamada y El Hijo del Fantasma en un combate por equipos de seis hombres sin descalificación. El 4 de junio, Kross compitió en un Steel Cage match contra El Hijo del Fantasma y El Texano Jr. en Verano de Escándalo, el combate terminó sin resultado después de que Fantasma y Texano Jr. escaparan de la jaula al mismo tiempo. El 20 de abril de 2018, Kross regresó a AAA, aliándose con Juventud Guerrera y Teddy Hart para atacar al Dr. Wagner Jr. y Hernández. El trío se hizo llamar MAD.
El 3 de agosto de 2019 en Triplemanía XXVII, Kross hizo equipo con Los Mercenarios (El Texano Jr. & Taurus) para enfrentar a Psycho Clown, Cody Rhodes y al debutante Caín Velásquez; el equipo de Kross fue derrotado. El 14 de diciembre en Guerra de Titanes, Kross se unió al nuevo stable de Rush, La Facción Ingobernable.

### Impact Wrestling (2018-2019)
En el episodio del 14 de junio de 2018 de Impact!, Killer Kross hizo su debut en un segmento detrás del escenario haciéndose pasar por un oficial de policía, arrestando a Petey Williams por ser el presunto atacante misterioso X, que había estado atacando a talento y personal tras bastidores durante varias semanas, dejando una tarjeta con una X al lado de sus víctimas. Sin embargo, una vez en un área apartada detrás del escenario, Kross atacó y dejó inconsciente con un choke hold a un Williams esposado, revelándose como el atacante real. Kross hizo su debut en el ring en el episodio del 5 de julio de Impact!, derrotando a Fallah Bahh. Dos semanas después, Kross derrotó a Williams por detención del árbitro después de aplicarle un choke hold.
En el episodio del 9 de agosto de Impact!, Kross ayudaría a Austin Aries a retener su Campeonato Mundial de Impact contra Eddie Edwards, atacando a este último con un Saito suplex después de que el árbitro quedara inconsciente. Aries anunciaría a Kross como su «póliza de seguro» la semana siguiente. El dúo se unió a Moose, que traicionó a Edwards durante un combate de equipos el 30 de agosto. En Bound for Glory el 14 de octubre, Kross y Moose fueron derrotados por Edwards y Tommy Dreamer en un combate improvisado. En el evento principal, Kross y Moose estaban en la esquina de Aries cuando perdió el Campeonato Mundial de Impact ante Johnny Impact.
Después de que su alianza con Aries terminó, Kross entró en una storyline con Johnny Impact, en la que Kross le dijo a Impact que lo necesitaba para mantener su reinado por mucho más tiempo. En Homecoming el 6 de enero de 2019, Kross atacó a Impact y a su esposa Taya Valkyrie después del evento principal. En el episodio del 25 de enero de Impact!, Kross desafió a Impact por el campeonato, sin embargo, el combate terminó en una doble descalificación. Luego, en Impact Wrestling: Uncaged, Kross perdió un combate por el título que también contó con Moose y Brian Cage. Kross luego entabló un feudo con Eddie Edwards en mayo después de que Kross destruyó un palo de kendo que Tommy Dreamer le regaló a Edwards. Esto los llevó a luchar en combates hardcore como un street fight y un first blood match. En el episodio del 14 de junio de Impact!, Kross derrotó a The Sandman.
El 13 de mayo, se informó que Kross solicitó ser liberado de su contrato con Impact Wrestling luego de la renegociación de su contrato. Sus motivos se debían a problemas con su dirección creativa, así como con su acuerdo de pago por aparición. No fue liberado en ese momento. En Slammiversary XVII el 7 de julio, Kross perdió un first blood match ante Eddie Edwards, donde, según los informes, se negó a hacer un blading (práctica de cortarse intencionalmente para provocar un sangrado) y en su lugar utilizaron sangre falsa. Los informes indicaron que había preocupación por la «falta de análisis de sangre y la ausencia de un médico en el lugar». Después de ese combate, no fue reservado para aparecer en las grabaciones de televisión de julio, agosto o septiembre, mientras las dos partes continuaron negociando. Se informó que su contrato expiraba en diciembre, pero que la compañía tenía la opción de renovarlo por otro año. En diciembre, Impact Wrestling liberó a Kross de su contrato.

### Major League Wrestling (2020)
Kross hizo su debut en Major League Wrestling (MLW) en el evento Fightland el 1 de febrero de 2020, donde derrotó a Tom Lawlor.

### WWE (2015; 2020-2021)
Antes de firmar con la WWE, Kross apareció en el episodio del 16 de febrero de 2015 de Raw, donde hizo equipo con Darren Young para enfrentar a The Ascension (Konnor & Viktor) en un combate que terminó sin resultado.

#### NXT (2020-2021)
En el episodio del 4 de febrero de 2020 de WWE Backstage, se confirmó que Kross había firmado con WWE. En las siguientes semanas, se mostraron misteriosos videos que luego se revelarían que promocionaban a Kross. En la edición del 8 de abril de NXT, se podía ver a Kross junto con Scarlett en un automóvil mirando a Johnny Gargano, después de su combate con Tommaso Ciampa. La semana siguiente, Kross debutó, atacando a Ciampa. Más tarde esa noche en WWE.com, se reveló que Kross ahora sería conocido como Karrion Kross. En el episodio del 6 de mayo de NXT, Kross hizo su debut derrotando a Leon Ruff en un squash match. En NXT TakeOver: In Your House, Kross derrotó a Ciampa mediante sumisión técnica.
En el episodio de NXT, del 26 de agosto de 2020, tras el combate ante Keith Lee del sábado pasado en NXT TakeOver: XXX, tuvo que renunciar al NXT Championship por una lesión sufrida y de la que se someterá a una operación para poder recuperarse.
El 5 de abril en la noche 2 de NXT TakeOver:Stand & Deliver derrotó a Finn Bálor ganando el Campeonato de NXT por segunda vez. El 25 de mayo en NXT derrotó nuevamente a Bálor reteniendo el Campeonato de NXT.
El 13 de junio en NXT TakeOver: In Your House derrotó a Johnny Gargano, Pete Dunne, Kyle O'Reilly y Adam Cole reteniendo el Campeonato de NXT. El 13 de julio derrotó a Gargano en NXT con Samoa Joe como árbitro invitado para retener nuevamente el Campeonato de NXT, sin embargo después del combate atacó a Joe. En NXT TakeOver 36, Kross fue derrotado por primera vez, perdiendo su título en el evento principal ante Samoa Joe después de una intensa rivalidad. Este fue el último combate de Kross en NXT, para posteriormente quedarse definitivamente en Raw.

#### RAW (2021)
En el episodio del 19 de julio de Raw, Kross hizo su debut en la lista principal donde fue derrotado por Jeff Hardy por roll up con apoyo de las cuerdas, marcando su primera derrota en la WWE.
En el episodio del 26 de julio de Raw derroto por sumision a Keith Lee. La siguiente semana el 2 de agosto fue derrotado por Lee marcando su segunda derrota, siendo su primera derrota limpiamente.
En el episodio del 23 de agosto en Raw, Kross debutó una nueva apariencia donde usaba una máscara de gladiador y correas rojas en su entrada. Su nuevo atuendo no tuvo buena recepción por parte de los fans.
La WWE informó que Karrion, al igual que su pareja Scarlett Bordeaux y por si a algunos talentos como Nia Jax, Keith Lee, Ember Moon y personal administrativo y de planta, fueron despedidos el 4 de noviembre del 2021, debido a los efectos causados por la Pandemia por COVID-19 en la séptima ronda de despidos ejecutados por la WWE y en mayor medida por su falta de adaptabilidad al roster o elenco principal de la marca RAW.

### Circuito independiente (2022)
Después de ser despedido de la WWE, empezó a luchar bajo su nombre y como Killer Kross. FSW Mecca VII: Doomsday derrotó a Jacob Fatu y ganó el Campeonato Mecca de la FSW, aunque no se sintio conforme con su personaje en la empresa, donde pidió su liberación de contrato.

### Regreso a WWE (2022-presente)
En el episodio de SmackDown del 5 de agosto del 2022, Kesar, retomando su personaje de Karrion Kross, hizo su regreso sin previo aviso a la WWE junto a Scarlett Bordeaux, atacando a Drew McIntyre al final del programa y uniéndose oficialmente a la marca SmackDown en el proceso.  En el episodio del 23 de septiembre de SmackDown, McIntyre desafió a Kross a una pelea de correas en Extreme Rules, la cual aceptó.  En el evento del 8 de octubre, Kross derrotó a McIntyre con el Kross Hammer después de la interferencia de Scarlett. En Crown Jewel el 5 de noviembre, Kross perdió ante McIntyre en una lucha en jaula de acero cuando McIntyre escapó de la jaula antes de terminar su enemistad. A partir de diciembre de 2022, Kross comenzó un feudo con Rey Mysterio. En el episodio del 27 de enero de SmackDown, Kross perdió ante Rey después de un roll up pin. La noche siguiente en Royal Rumble, Kross entró en su primer combate en Royal Rumble en el puesto 7, pero fue eliminado por McIntyre. En el episodio del 24 de febrero de SmackDown, Kross derrotó a Rey después de la interferencia de Dominik Mysterio.
Como parte del Draft de la WWE de 2023, Kross y Scarlett fueron reclutados para la marca SmackDown.  A lo largo del verano, Kross tuvo un feudo con AJ Styles, y los dos intercambiaron victorias entre sí en varios episodios de Smackdown. La disputa concluyó el 11 de agosto, donde Styles salió victorioso.
Después de una pausa de cuatro meses, Kross hizo su regreso el 8 de diciembre en el episodio especial Tribute to the Troops de SmackDown, participando en el Torneo de Contendientes #1 por el Campeonato de los Estados Unidos, donde perdería en la primera ronda ante Bobby Lashley. En el episodio del 22 de diciembre de 2023 de SmackDown, Kross y Scarlett aparecieron en una viñeta, afirmando que habían formado una nueva alianza.
En SmackDown: New Year's Revolution, Kross, acompañado de Scarlett, atacó a Bobby Lashley y los Street Profits junto a Authors of Pain y Paul Ellering quienes hicieron oficialmente su regreso a WWE, confirmando su alianza en el proceso, formado el grupo el 12 de enero del 2024, llamado Final Testament.

## Vida personal
Kesar está en una relación con la también luchadora profesional Elizabeth Chihaia, conocida por su nombre en ring Scarlett Bordeaux. El 23 de septiembre del 2021, se comprometieron en matrimonio Kesar es de ascendencia centroamericana.

## Campeonatos y logros
- Cauliflower Alley Club
  - Rising Star Award (2018)[53]

- Future Stars of Wrestling
  - FSW Heavyweight Championship (1 vez)[54]
  - FSW Mecca Championship (1 vez, actual)

- Maverick Pro Wrestling
  - MPW Championship (2 veces)[55]

- Modern Vintage Wrestling
  - MVW Heavyweight Championship (1 vez)[56]

- Ring Warriors
  - Ring Warriors Grand Championship (1 vez)

- Stand Alone Wrestling
  - PWAD Championship (1 vez)

- The Wrestling Revolver
  - REVOLVER Championship (1 vez)

- World Wrestling Entertainment / WWE
  - NXT Championship (2 veces)

- Pro Wrestling Illustrated
  - Situado en el N°356 en los PWI 500 de 2018[57]
  - Situado en el N°121 en los PWI 500 de 2019[58]
  - Situado en el N°96 en los PWI 500 de 2020[59]
  - Situado en el N°16 en los PWI 500 de 2021[60]
  - Situado en el N°161 en los PWI 500 de 2022[61]
  - Situado en el N°440 en los PWI 500 de 2023[62]